# Лефевр, Себастьен
Себастье́н Лефе́вр (фр. Sébastien Lefebvre, р. 5 июня 1981) — франкоканадский музыкант, который более известен, как гитарист и бэк-вокалист поп-панк-группы «Simple Plan». Кроме того, он выпустил свой дебютный сольный альбом «You Are Here/Vous Etes Ici» в 2009 году и «Les Robots» в 2011 году.

## Детство
Лефевр рос в городе Лаваль со своими родителями и тремя братьями и сёстрами. Он очень близок к своему старшему брату, Джею Лефебр. У него так же есть две младшие сестры. Родители Себастьена развелись, когда он учился в средней школе. Его мать работает психологом в Восточном Монреале.

## Индивидуальный проект
В начале 2009 года Лефевр записал сольный акустический альбом под названием «You Are Here/Vous Etes Ici». Альбом был выпущен 20 октября. «You Are Here/Vous Etes Ici» полностью отличается от предыдущих совместных работ с Simple Plan, так как является акустическим. Первый сингл «I Fall For You» был выпущен 8 сентября. Клип был опубликован на YouTube.
| №  | Название          | Длительность |
| -- | ----------------- | ------------ |
| 1. | «Décoller»        | 1:31         |
| 2. | «Comatose»        | 4:01         |
| 3. | «La Nouvelle Vie» | 3:21         |
| 4. | «Good Night»      | 3:02         |
| 5. | «I Fall For You»  | 3:47         |
| 6. | «Life Goes On»    | 3:09         |
| 7. | «The One»         | 2:39         |

## Фильмография
| Год  | Название                              | Роль                | Примечание |
| ---- | ------------------------------------- | ------------------- | ---------- |
|      | Что новенького, Скуби-Ду?             | Самого себя (голос) | 1 серия    |
| 2003 | The New Tom Green Show                |                     | 1 серия    |
| 2003 | Simple Plan: A Big Package for You    | Самого себя         |            |
| 2004 | Мгновения Нью-Йорка                   | Самого себя         |            |
| 2004 | Simple Plan: Still Not Getting Any... | Самого себя         |            |
| 2004 | Punk Rock Holocaust                   | Самого себя         |            |
| 2005 | Simple Plan: MTV Hard Rock Live       | Самого себя         |            |
| 2008 | Simple Plan: Simple Plan              | Самого себя         |            |